# Scinax iquitorum
Espèce
Statut de conservation UICN

 LC  : Préoccupation mineure
Scinax iquitorum est une espèce d'amphibiens de la famille des Hylidae.

## Répartition
Cette espèce se rencontre :
- dans la région de Loreto au Pérou ;
- dans l'État d'Acre au Brésil.

## Étymologie
Cette espèce est nommée en l'honneur des Iquitos.

## Publication originale
- Moravec, Tuanama, Pérez & Lehr, 2009 : A new species of Scinax (Anura: Hylidae)from the area of Iquitos, Amazonian Peru. South American Journal of Herpetology, vol. 4, no 1, p. 9-16.